# Charles Trimnell
Charles Trimnell (1663-1723) est un évêque anglais. Il est un whig en politique et connu pour ses attaques contre les opinions de la Haute Église, écrivant sur la subordination de l'Église d'Angleterre à l'État. Après l'avènement de George Ier de Grande-Bretagne en 1714, il est dans la faveur royale et influent.

## Biographie
Il est le fils d'un autre Charles Trimnell (c. 1630-1702), recteur d'Abbots Ripton, Huntingdonshire. Il fait ses études au Winchester College et au New College d'Oxford  où il s'inscrit en 1681 et obtient son baccalauréat en 1688.
John Trevor, maître des Rolls, lui donne un poste, dès sa graduation, comme prédicateur de la chapelle des Rolls. Il voyage aux Pays-Bas avec Robert Spencer (2e comte de Sunderland) en 1689. Sunderland est un catholique romain converti de la fin du règne de Jacques II, qui retourne en Angleterre en 1691 en tant qu'anglican whig, employant Trimnell comme aumônier à Althorp. Il est recteur de Bodington, sur la nomination de Sunderland, en 1694, et de Brington, la paroisse locale d'Althorp, en 1696. En 1698, il devient archidiacre de Norwich .
Aumônier royal sous la reine Anne, il devient recteur de Southmere en 1704 et de l'église St Giles de Norwich en 1705. Il est recteur de l'Église St James de Piccadilly en 1706, et évêque de Norwich en 1708. En mars 1710, il parle avec force à la Chambre des lords pour la destitution d'Henry Sacheverell. Il prêche en 1712 à la Chambre des lords ce que Jonathan Swift appelle un "terrible sermon Whig" dans le Journal to Stella, suffisamment controversé pour que les Lords refusent de le remercier et qu'il soit imprimé .
Il est en grande faveur lors de l'avènement de George Ier en 1714 . Il devient greffier of the closet la même année et évêque de Winchester en 1721. Le Black Act de 1723 est adopté à son instigation, pour dissuader le braconnage des cerfs à Bishop's Waltham .

## Famille
De sa femme Henrietta Maria, fille de William Talbot, évêque de Durham, il a deux fils qui meurent en bas âge. Elle meurt en 1716 et, en 1719, il épouse Elizabeth, fille de Sir Edmund Wynne de Nostell, Yorkshire, deuxième baronnet et veuve de Joseph Taylor du Temple .